# ユー・ティー駅
ユー・ティー駅（ユー・ティーえき、英語 : Yew Tee MRT Station）は、シンガポールの北部にある、MRT南北線の高架駅。

## 駅構造
島式1面2線のホームを持つ駅。
| A | ■南北線 | ジュロン・イースト方面 |
| B | ■南北線 | マリーナ・ベイ方面     |

## 歴史
- 1996年2月10日 開業
- 2012年2月1日 ホームドアが運用開始